# 大衛·希利
大衛·莊拿芬·希利，MBE（1979年8月5日—），是一名前北愛爾蘭職業足球員，司職前鋒。現時是北愛爾蘭球會的領隊。

## 生平

### 球會
曼聯
希利生於並長於喬利列治，年輕時曾經先後效力哥斯加亞（Crossgar）、利斯本青年（Lisburn Youth）單爾青年高校（Down Academy High School）。1999年8月，曼聯在希利20歲生日前4天將其簽下。1999年10月13日，希利在聯賽杯對阿士東維拉的賽事中首次上陣。2000年2月，希利獲外借至，希利為維爾港上陣6場並攻入3球。
2000/01年球季，希利在聯賽杯後備入替，惜球隊最終在加時輸給新特蘭。2000年11月28日，希利在對葉士域治的賽事中首次在英超上陣，最終該場比賽以2-0勝出，這亦是他最後一次代表曼聯上陣。2000年12月29日，希利在外借給普雷斯頓5天後，便以150萬英鎊價錢被買斷。
普雷斯頓;
2000/01年球季，希利代表球隊上陣26場並攻入10球；2001/02年球季，希利則上陣44場並攻入10球。
2002/03年球季，希利上陣23場僅攻入5球，最終他被外借到當時由尼祖·禾靈頓（Nigel Worthington）領軍的诺里奇城達一個月，然而在2003/04年球季，希利重返普雷斯頓並上陣42場攻入15球。
列斯聯;
2004年10月29日，希利轉會至列斯聯並快速成為球迷們的寵兒。在加盟的首季，希利和白賴仁·甸尼（Brian Deane）同樣以7球成為球隊首席射手。2005/06年球季，希利夥拍洛·侯斯（Rob Hulse）攻堅，更攻入了14球。2006/07年球季，希利以10球成為球隊首席射手。2006/07年球季，列斯聯降班後，希利轉投富咸。
富咸
2007年7月13日，希利成為由前北愛爾蘭主帥勞里·山齊士（Lawrie Sanchez）領軍的富咸內的一員。希利在2007年巴克萊亞洲錦標賽對南華的賽事中，攻入其首球。
在首場英超比賽敗予阿仙奴1-2一役，曾射入了一球領先對手。隨著球隊戰績不振，領隊劳里·桑切斯被炒，接任的罗伊·霍奇森（Roy Hodgson）將大衛·希利置於後備席。
新特蘭
2008年8月22日改投桑德兰，簽約三年，沒有披露轉會費，是球隊夏季第八名簽入的球員。8月27日聯賽盃第二圈作客對，希利下半場後補入替，在加時3分鐘「執死雞」射入空門，協助球隊2-1過關，而這亦是他繼在列斯聯、富咸及北愛爾蘭後第四次於處子登場取得入球。2009年2月4日於足總盃第四圈重賽作客對布力般流浪，正選上陣的希利於開賽後6分鐘把握機會門前「執雞」射入先拔頭籌，但最終於加時後負1-2被淘汰。2月7日對史篤城於下半場86分鐘才後補入替，於完場前射入一球為球隊鎖定2-0勝局，是他在新特蘭的首個聯賽入球。在桑德兰苦無上陣機會，於2010年2月1日被外借到由堅尼領導的英冠球會葉士域治直到球季結束。
2010/11年球季希利雖然被包括入新特蘭的25人英超名單內，但在布魯士麾下仍然投閒置散，未有一次上陣機會，於2010年11月4日再被外借到英冠球會唐卡士打，初步為期1個月，期間上陣5場射入兩球，獲延長借用至翌年1月。
格拉斯哥流浪
2011年1月30日希利轉投兒時擁護的蘇超球會格拉斯哥流浪，簽署短約直到球季結束。一如在之前效力的球隊均取得處子賽入球，他於2月12日主場6-0大勝馬瑟韋爾以後補身份首次登場，為球隊射入最後一球。季後希利與格拉斯哥流浪續簽一年新約
。
2012年8月23日，希利以自由身加盟英甲球會貝利，合約為期一年。
2013年5月22日，將降落英乙作賽的貝利宣佈有16位球員不獲續約可自由轉會，希利為期中之一。
2013年6月18日，現時正參加北愛爾蘭足總舉辦教練課程的希利稱，其希望於2013/14年度球季開始前找到球會落班。
2013年12月3日，希利正式宣佈結朿球員生涯。

### 國家隊
大衛·希利早於2000年入選北愛爾蘭國家隊，代表國家隊上陣逾60場。其中2006年世界杯外圍賽對英格蘭他取得一個入球，以1-0贏出，為北愛爾蘭自1972年以來首度戰勝英格蘭。
在2008年歐洲足球錦標賽外圍賽中，他一共打入13球（包括對西班牙和列支敦士登的帽子戲法），創造了新的歐洲杯外圍賽進球記錄，打破12年前創造的10球的舊紀錄，不過當時克羅地亞少賽兩場。

## 榮譽
格拉斯哥流浪
- 蘇格蘭聯賽盃冠軍：2011年；

## 外部連結
- 足球数据库：希利的球员统计数据
- 希利新特蘭官方球員介紹 （页面存档备份，存于）
- 希利數據 ex-canaries.co.uk （页面存档备份，存于）
- 北愛足總官網簡歷